# Jakob Ankersen
Jakob Ankersen (22 september 1990) is een Deens voetballer die doorgaans als middenvelder speelt. Hij verruilde IFK Göteborg in januari 2017 voor SV Zulte Waregem. Ankersen is de tweelingbroer van Peter Ankersen.